# Giovanni Battista Pirelli
Giovanni Battista Alberto Pirelli (Varenna, 27 de diciembre de 1848-Milán, 20 de octubre de 1932) fue un emprendedor, ingeniero y político italiano, fundador de la empresa Pirelli con sede en Milán, Italia.

## Biografía
Hijo de Santino, un panadero, y Riva Rosa, fue el octavo de diez hijos, cinco de los cuales murieron en la infancia.
En 1866 y 1867 colaboró como voluntario garibaldino durante las guerras de unificación de Italia. Una vez que finalizó los estudios iniciales, se trasladó a Milán para continuar sus estudios, graduándose como el experto industrial primero, y luego obtuvo una licenciatura en ingeniería industrial, el 10 de septiembre de 1870, en el Politécnico de la ciudad, entonces el Instituto Técnico.

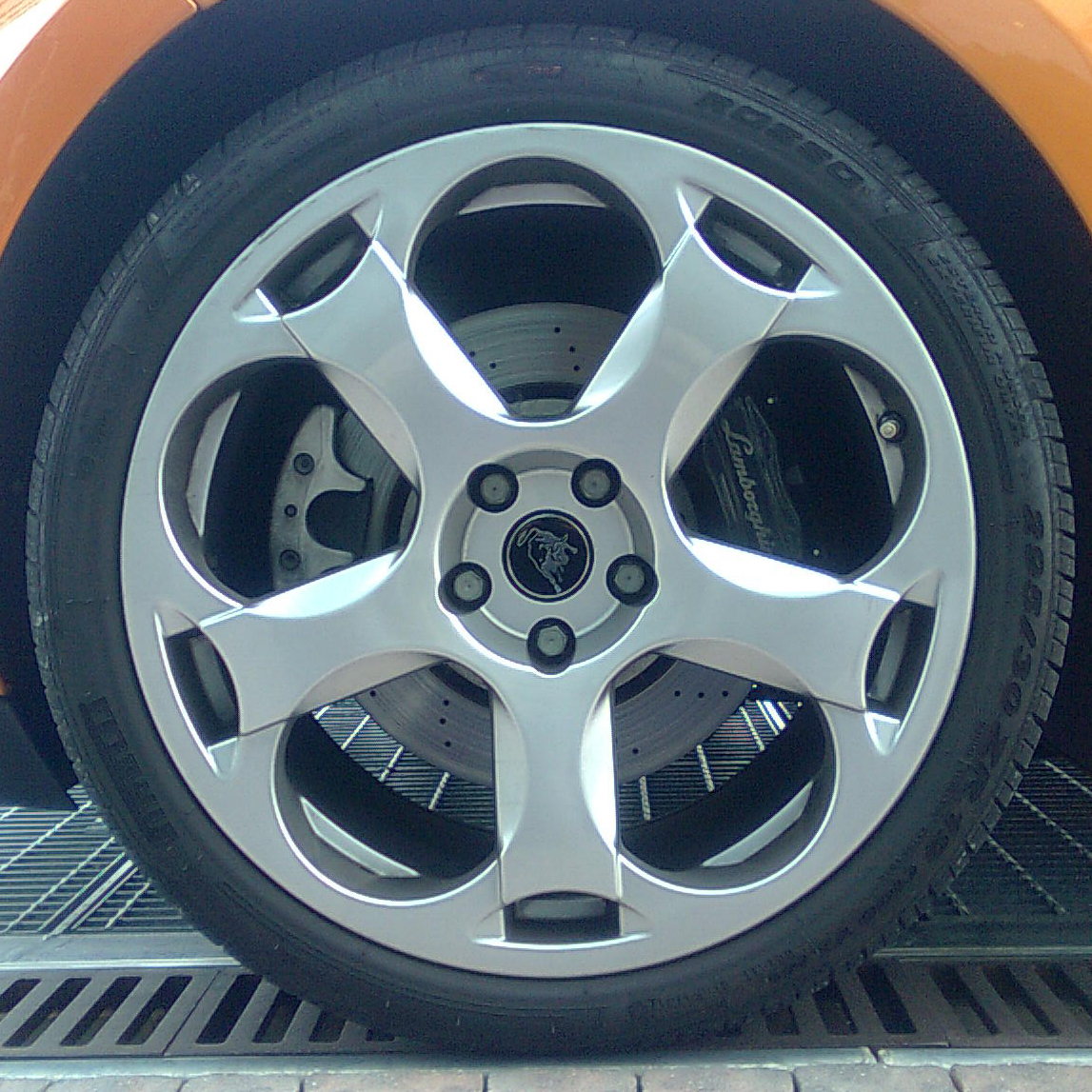
Neumático Pirelli de un Lamborghini.

Obtuvo una beca como el mejor alumno del curso, se dedicó a viajar por Europa para estudiar el crecimiento de la industria continental recién formada. En 1872, luego de regresar a casa, sometió a un grupo de ricos benefactores un proyecto industrial, basado en el desarrollo del caucho, que convenció a un grupo de bancos para subvencionar la creación de la firm "G.B. Pirelli & Co.",  embrión de la futura Pirelli.

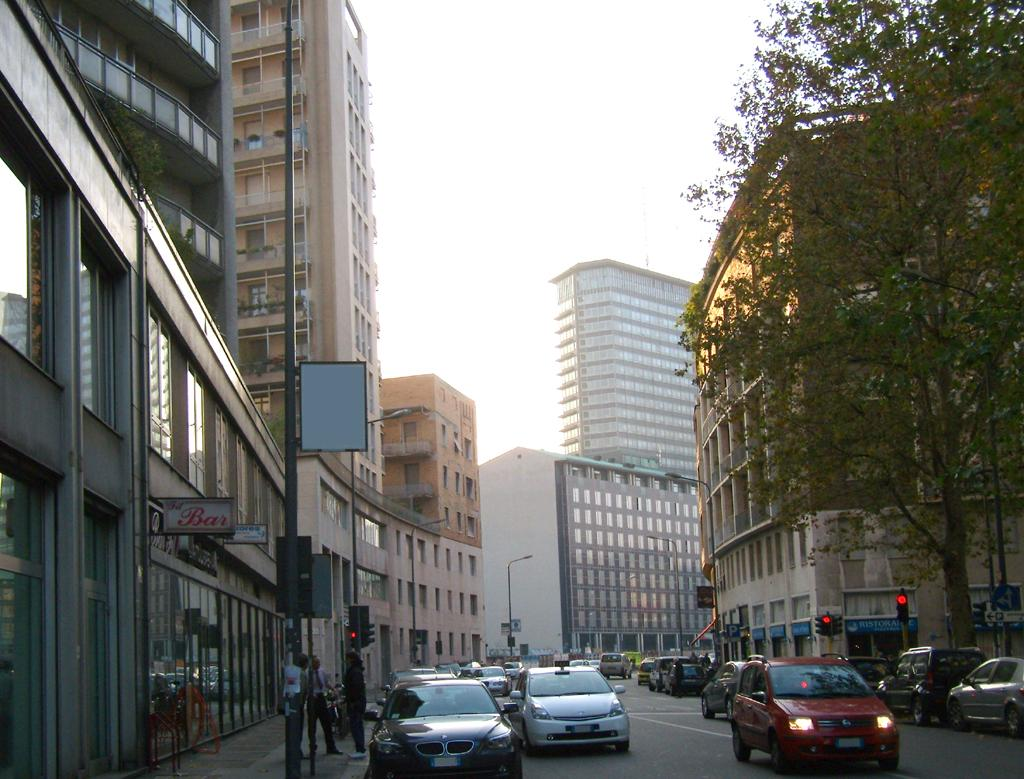
Vista de la calle Giovanni Battista Pirelli en Milán.

En 1909 fue nombrado senador del Reino de Italia por el rey Víctor Manuel III de Saboya, y en 1919 asumió el cargo de Presidente de la Confederación General de Industria italiana, hoy más conocida como "Confindustria".
A su muerte sus hijos Piero y Alberto se hicieron cargo del negocio familiar. En Milán una calle lleva su nombre.